# Гибсон, Альфред (музыкант)
Джордж Альфред Гибсон (англ. George Alfred Gibson; 7 октября 1849, Ноттингем — 21 мая 1924, Ментона) — английский скрипач, альтист и музыкальный педагог.
Сын скрипача, получил первые уроки в своём родном городе — сперва у отца, затем у Генри Фармера; в детстве играл на ударных в городском инструментальном ансамбле. С 11-летнего возраста выступал в Ноттингеме как солист, в 12 лет попробовал себя как первая скрипка в струнном квартете, ещё подростком гастролировал по Англии как концертмейстер передвижной оперной труппы. В 18 лет перебрался в Лондон, устроившись скрипачом в оркестр Театра Принца Уэльсского. В 1870 году перешёл в оркестр Итальянской оперы под руководством Луиджи Ардити, участвовал в британской премьере оперы Рихарда Вагнера «Летучий голландец». В 1871—1883 гг. играл в оркестре театра Ковент-Гарден.
С 1882 года начал карьеру как ансамблист, участвовал в различных камерных составах под руководством Йозефа Иоахима и Альфредо Пиатти. Принимал участие также в многолетней серии полуприватных концертов Эдварда Даннройтера — сперва как вторая скрипка, затем как альт и наконец как первая скрипка. В 1893 году занял пост концертмейстера в придворном оркестре, игравшем для августейших особ после ужина. В дальнейшем также выступал с этим коллективом как дирижёр; в частности, дирижировал оркестрами во время коронаций Эдуарда VII (1901) и Георга V (1910).
Педагогическая карьера Гибсона началась в Оксфордском университете в середине 1880-х гг. В 1885 году в ходе визита в Англию Камиля Сен-Санса Гибсон участвовал в оксфордском концерте в его честь, сыграв вместе с композитором сонату для скрипки и фортепиано № 10 Людвига ван Бетховена. Затем преподавал в Гилдхоллской школе музыки, в 1895—1922 гг. профессор Королевской академии музыки. В 1899 году по случаю 50-летия Гибсона 187 его бывших и теперешних учеников совместно заказали портрет юбиляра художнику Герберту Оливье.
Среди инструментов, которыми пользовался Гибсон, выделялась скрипка Страдивари 1713 года, в дальнейшем получившая его имя; от Гибсона она перешла к Брониславу Губерману, у которого была украдена в 1936 году и обнаружена лишь в 1985-м (среди её дальнейших владельцев Норберт Брайнин и Джошуа Белл).
Был женат на Элис Мэри Кёртис, до замужества также скрипачке. Их сын Джон Каррингтон Гибсон опубликовал биографию отца (англ. A musician's life: Alfred Gibson; 1956).